# EuroBasket de 2013
O campeonato europeu masculino de basquete é o torneio realizado pela FIBA Europa que além de ser o campeonato europeu de seleções europeias serve de seletiva onde os cinco primeiros colocados ganham uma vaga no Copa do Mundo de Basquete. O torneio ocorre a cada 2 anos. A disputa do Eurobasket 2013 acontece na Eslôvenia e terá a participação de 24 seleções. A atual campeã é a a Espanha.

## Seleções Participantes
| - Eslovênia seleção anfitriã - Espanha atual campeã - Alemanha - Bélgica - Bósnia e Herzegovina - Croácia - França - Finlândia | - Reino Unido - Geórgia - Grécia - Israel - Itália - Letônia - Lituânia - Macedônia do Norte | - Montenegro - Polónia - Chéquia - Rússia - Sérvia - Suécia - Turquia - Ucrânia |

## O torneio
A fase final do torneio se realiza entre os dias 4 e 22 de setembro de 2013 nas cidades de Ljubljana, Jesenice, Celje, Koper na Eslovênia. As seleções foram divididas em 4 grupos de 8 equipes sendos que as 3 melhores equipes de cada grupo avançam a fase seguinte

## Primeira Fase
| Pos | Grupo A      | Partidas | V | D | Cestas Feitas | Cestas Sofridos | Pontos |
| --- | ------------ | -------- | - | - | ------------- | --------------- | ------ |
| 1   | França       | 5        | 4 | 1 | 403           | 344             | 9      |
| 2   | Ucrânia      | 5        | 4 | 1 | 378           | 352             | 9      |
| 3   | Bélgica      | 5        | 2 | 3 | 344           | 371             | 7      |
| 4   | Grã Bretanha | 5        | 2 | 3 | 360           | 396             | 7      |
| 5   | Alemanha     | 5        | 2 | 3 | 390           | 396             | 7      |
| 6   | Israel       | 5        | 1 | 4 | 364           | 380             | 6      |